# Jean-Baptiste Colyns
Jean-Baptiste Colyns (Brussel·les, 25 de novembre, 1834 - Idem. 31 d'octubre, 1902), va ser un violinista, educador musical i compositor belga.
Vida i obra
Jean-Baptiste Colyns va ser admès al Conservatori de Brussel·les als vuit anys. Allà va estudiar violí amb Nicolas Lambert Wéry i Lambert Joseph Meerts. Als 16 anys, va rebre el seu diploma de solista. El Conservatori li va atorgar premis de violí i composició.
Va esdevenir violinista principal del Théâtre de la Monnaie. Va començar a ensenyar al Conservatori de Brussel·les als 22 anys, inicialment com a assistent i més tard va ser nomenat professor de violí i música de cambra. El 1878, també va ser nomenat professor al Conservatori Reial d'Anvers.
Va completar amb èxit nombroses gires de concerts per Anglaterra, França, Alemanya i els Països Baixos. Va rebre nombroses ofertes com a violinista, concertino i professor, inclosa una del rei de Saxònia el 1876, per ocupar llocs corresponents a Dresden. Sempre va rebutjar aquestes ofertes per motius familiars.
Colyns va compondre diverses peces de saló per a violí i un concert per a violí. També va crear l'òpera en un acte Sir William (1877) i l'òpera en tres actes Capitaine Raymond (1881).